# Another Level
Gli Another Level sono una boy band inglese, formatasi a Londra. Il gruppo è formato da quattro membri; Mark Baron (17 agosto 1974), Dane Bowers (29 novembre 1979), Bobak Kianoush (1º novembre 1978) e Wayne Williams (19 gennaio 1978).

## Storia degli Another Level
Bowers e Williams erano entrambi allievi della Brit School of Performing Arts and Technology nel London Borough of Croydon, dove sono stati scoperti. Williams si iscrisse alla scuola nel 1995, mentre Bowers l'anno successivo, ma iniziò nel 1994.
Il gruppo firmò originariamente firmato per la Northwestside Records (oggi Arista Records), una sotto-etichetta della BMG Ricordi nel Regno Unito. Grazie alla posizione della Northwestside come etichetta discografica di qualità nell'ambiente urbano, molti artisti R&B e hip-hop parteciparono come ospiti nelle incisioni degli Another Lever, tra cui Ghostface Killah e Terrance Quaites. In due anni ebbe sette singoli nella Top Ten, di cui la numero uno nel Regno Unito "Freak Me" nel 1998 (cover della hit del 1993 del gruppo statunitense di Silk), vincendo anche un disco di platino con l'album di debutto omonimo. L'album del 1999, "Nexus", vinse il disco d'oro ed ebbe anche una nomination ai BRIT Awards; essi ebbero anche la possibilità di aprire il tour europeo di Janet Jackson.
Il gruppo si sciolse nel 2000 dopo l'uscita del loro secondo album, con Dane Bowers che tentò il successo con Jonny L e Victoria Beckham nel singolo dei True Steppers '"Out of Your Mind". Wayne Williams ha poi fondato una propria etichetta discografica, con il suo fratello Jason. Il suo album di debutto "Fame and Fortun" non ebbe successo nelle classifiche del Regno Unito.

## Discografia

### Album
| Uscita            | Titolo                | Posizione in classifica (UK) |
| ----------------- | --------------------- | ---------------------------- |
| 9 novembre 1998   | Another Level         | 13                           |
| 10 aprile 1999    | Another Level Remixed | 76                           |
| 13 settembre 1999 | Nexus                 | 7                            |
| 2002              | From the Heart        | 164                          |
| 2002              | Love Songs            | --                           |

### Singoli
| Anno | Singolo                                                           | Posizione in classifica | Posizione in classifica | Album         |
| Anno | Singolo                                                           | UK                      | SV                      | Album         |
| ---- | ----------------------------------------------------------------- | ----------------------- | ----------------------- | ------------- |
| 1998 | "Be Alone No More"                                                | 6                       | —                       | Another Level |
| 1998 | "Freak Me"                                                        | 1                       | 11                      | Another Level |
| 1998 | "I Guess I Was a Fool"                                            | 5                       | 31                      | Another Level |
| 1999 | "I Want You for Myself" (con Ghostface Killah)                    | 2                       | 50                      | Another Level |
| 1999 | "Be Alone No More (Remix)" / "Holding Back the Years" (con Jay-Z) | 11                      | —                       | Another Level |
| 1999 | "From the Heart"                                                  | 6                       | 25                      | Nexus         |
| 1999 | "Summertime" (featuring TQ)                                       | 7                       | —                       | Nexus         |
| 1999 | "Bomb Diggy"                                                      | 6                       | —                       | Nexus         |